# Método de Einstein-Brillouin-Keller
El método de Einstein-Brillouin-Keller (EBK) es un método semiclásico (llamado así por Albert Einstein, Léon Brillouin y Joseph B. Keller) que se utiliza para calcular valores propios en sistemas mecánicos cuánticos.  La cuantificación EBK es una mejora de la cuantificación de Bohr-Sommerfeld que no consideró los saltos de fase cáustica en los puntos de inflexión clásicos.  Este procedimiento es capaz de reproducir exactamente el espectro del oscilador armónico 3D, partícula en una caja, e incluso la estructura fina relativista del átomo de hidrógeno.

En 1976–1977, Berry y Tabor derivaron una extensión de la fórmula de trazas de Gutzwiller para la densidad de estados de un sistema integrable a partir de la cuantificación EBK.

Ha habido una serie de resultados recientes sobre problemas computacionales relacionados con este tema, por ejemplo, el trabajo de Eric J. Heller y Emmanuel David Tannenbaum utilizando un enfoque de descenso de gradiente de ecuación diferencial parcial.

## Procedimiento
Dado un separable sistema clásico definido por coordenadas {\displaystyle (q_{i},p_{i});i\in \{1,2,\cdots ,d\}}, en el que cada par {\displaystyle (q_{i},p_{i})} describe una función cerrada o una función periódica en {\displaystyle q_{i}}, el procedimiento EBK implica cuantificar las integrales de trayectoria de {\displaystyle p_{i}} sobre el cerrado órbita de i{\displaystyle q_{i}}:
{\displaystyle I_{i}={\frac {1}{2\pi }}\oint p_{i}dq_{i}=\hbar \left(n_{i}+{\frac {\mu _{i}}{4}}+{\frac {b_{i}}{2}}\right)}
donde {\displaystyle I_{i}} es la coordenada del ángulo de acción, {\displaystyle n_{i}} es un número entero positivo y {\displaystyle \mu _{i}} y {\displaystyle b_{i}} son índices de Maslov.  {\displaystyle \mu _{i}} corresponde al número de puntos de inflexión clásicos en la trayectoria de {\displaystyle q_{i}} (Condición de frontera de Dirichlet), y {\displaystyle b_{i}} corresponde al número de reflexiones con una pared dura (Condición de frontera de Neumann).

## Ejemplos

### Oscilador armónico 1D
El hamiltoniano de un oscilador armónico simple viene dado por
{\displaystyle H={\frac {p^{2}}{2m}}+{\frac {m\omega ^{2}x^{2}}{2}}}
donde {\displaystyle p} es el momento lineal y {\displaystyle x} la coordenada de posición.  La variable de acción está dada por
{\displaystyle I={\frac {2}{\pi }}\int _{0}^{x_{0}}{\sqrt {2mE-m^{2}\omega ^{2}x^{2}}}\mathrm {d} x}
donde hemos usado eso {\displaystyle H=E} es la energía y que la trayectoria cerrada es 4 veces la trayectoria desde 0 hasta el punto de inflexión {\displaystyle x_{0}={\sqrt {2E/m\omega ^{2}}}}.
La integral resulta ser 
{\displaystyle E=I\omega },
que bajo la cuantificación EBK hay dos puntos de inflexión suaves en cada órbita {\displaystyle \mu _{x}=2} and {\displaystyle b_{x}=0}. Finalmente, eso da como resultado
{\displaystyle E=\hbar \omega (n+1/2)},
que es la cuantización habitual del oscilador armónico cuántico.

### átomo de hidrógeno 2D
El hamiltoniano para un electrón no relativista (carga eléctrica {\displaystyle e}) en un átomo de hidrógeno es:
{\displaystyle H={\frac {p_{r}^{2}}{2m}}+{\frac {p_{\varphi }^{2}}{2mr^{2}}}-{\frac {e^{2}}{4\pi \epsilon _{0}r}}}
donde {\displaystyle p_{r}} es el momento canónico a la distancia radial {\displaystyle r}, y {\displaystyle p_{\varphi }} es el momento canónico del ángulo azimutal {\displaystyle \varphi }.
Tome las coordenadas del ángulo de acción:
{\displaystyle I_{\varphi }={\text{constant}}=L}
Para la coordenada radial {\displaystyle r}:
{\displaystyle p_{r}={\sqrt {2mE-{\frac {L^{2}}{r^{2}}}-{\frac {e^{2}}{4\pi \epsilon _{0}r}}}}}
{\displaystyle I_{r}={\frac {1}{\pi }}\int _{r_{1}}^{r_{2}}p_{r}dr={\frac {me^{2}}{4\pi \epsilon _{0}{\sqrt {-2mE}}}}-|L|}
donde estamos integrando entre los dos puntos de inflexión clásicos {\displaystyle r_{1},r_{2}}  ({\displaystyle \mu _{r}=2})
{\displaystyle E=-{\frac {me^{4}}{32\pi ^{2}\epsilon _{0}^{2}(I_{r}+L)^{2}}}}
Uso de la cuantificación EBK {\displaystyle b_{r}=\mu _{\varphi }=b_{\varphi }=0,n_{\varphi }=m} :
{\displaystyle L=\hbar m\quad ;\quad m=0,1,2,\cdots }
{\displaystyle I_{r}=\hbar (n_{r}+1/2)\quad ;\quad n_{r}=0,1,2,\cdots }
{\displaystyle E=-{\frac {me^{4}}{32\pi ^{2}\epsilon _{0}^{2}\hbar ^{2}(n_{r}+m+1/2)^{2}}}}
y haciendo {\displaystyle n=n_{r}+m+1} el espectro del átomo de hidrógeno 2D se recupera:
{\displaystyle E_{n}=-{\frac {me^{4}}{32\pi ^{2}\epsilon _{0}^{2}\hbar ^{2}(n-1/2)^{2}}}\quad ;\quad n=1,2,3,\cdots }
Téngase en cuenta que para este caso {\displaystyle L} casi coincide con la cuantificación habitual del operador de momento angular en el plano {\displaystyle L_{z}}.  Para el caso 3D, el método EBK para el momento angular total es equivalente a la corrección de Langer.